# Rạch Xuyên Tâm

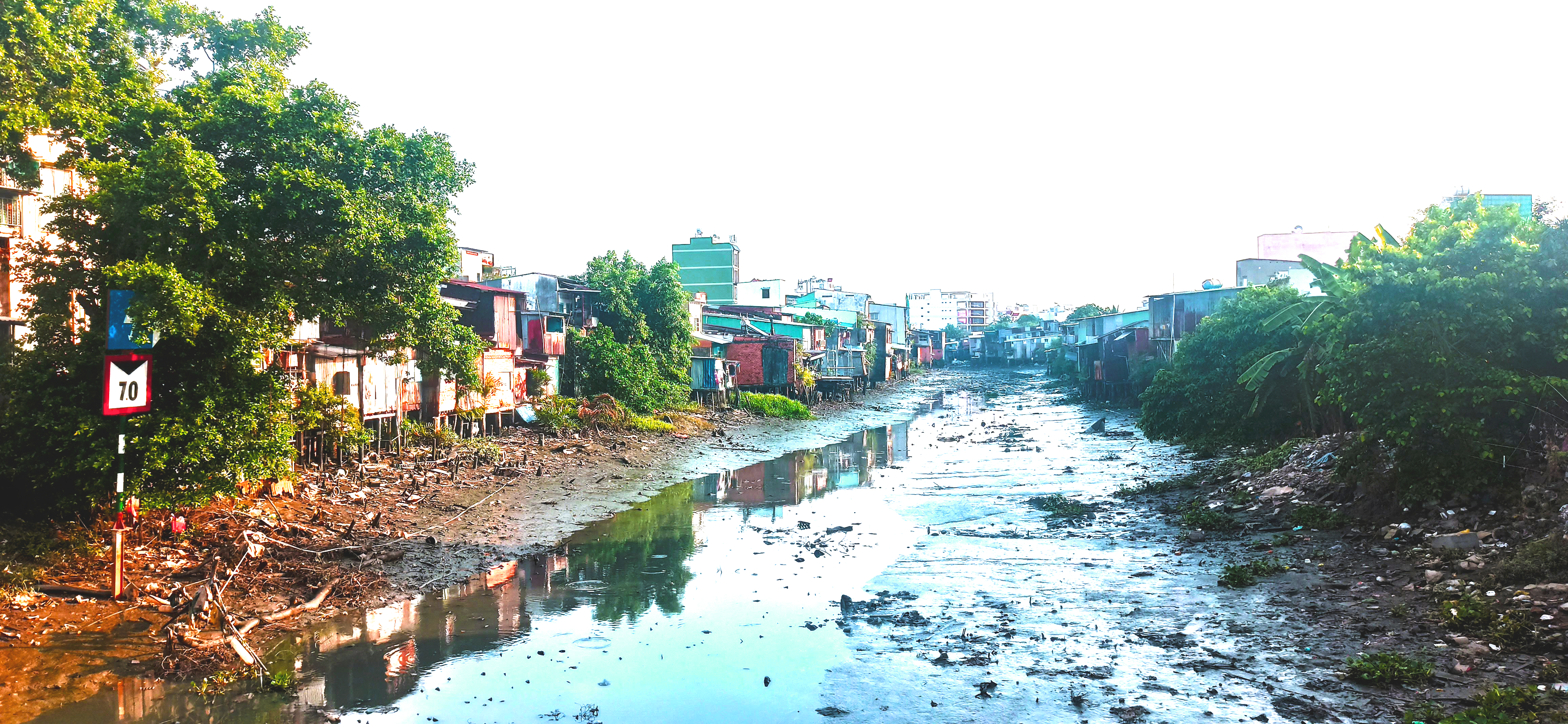
Rạch Cầu Bông, đoạn đầu Rạch Xuyên Tâm đổ ra kênh Nhiêu Lộc – Thị Nghè

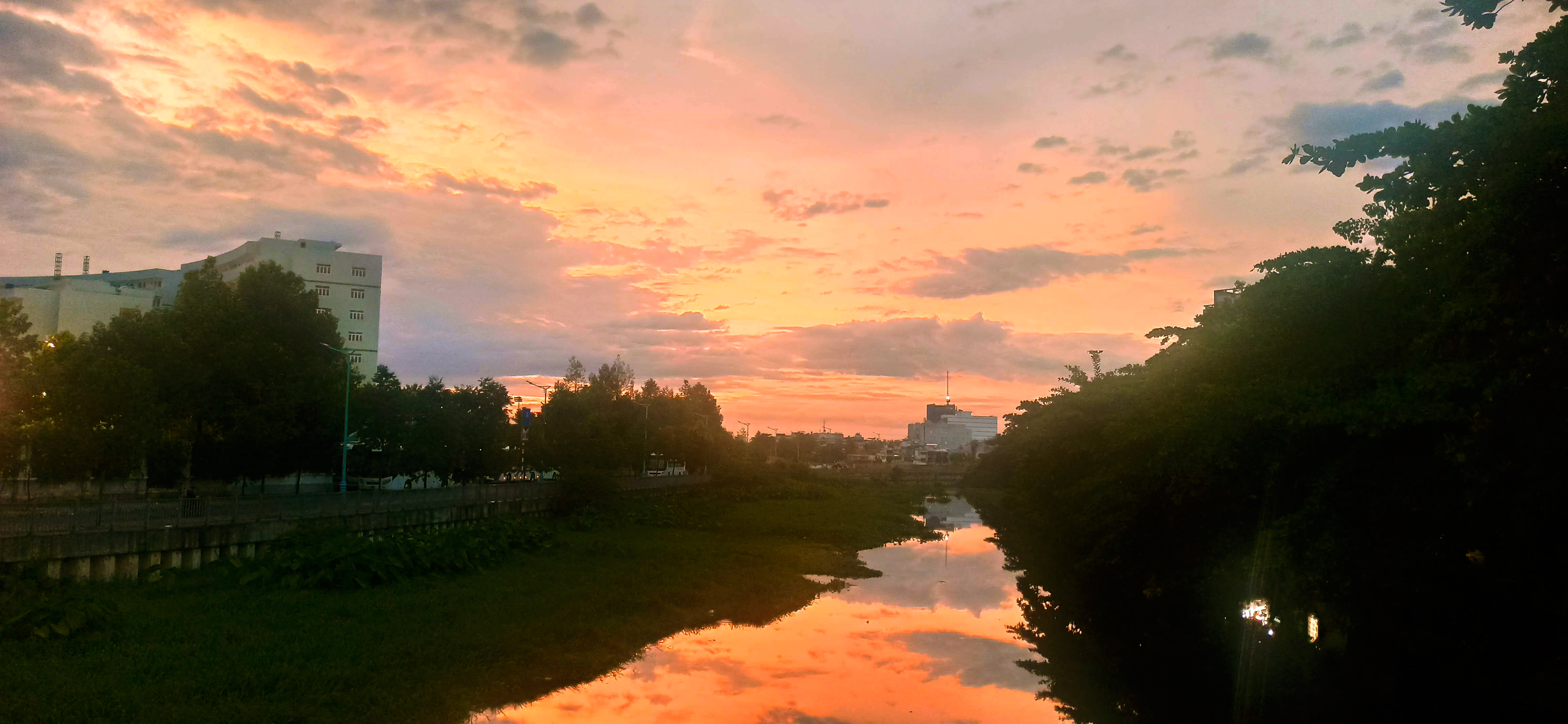
Rạch Xuyên Tâm đoạn chảy ngang cầu Chu Văn An

Rạch Xuyên Tâm là một tuyến kênh rạch ở thành phố Hồ Chí Minh dài 6,2 km, có 3 tuyến nhánh dài 1,94 km (gồm nhánh cầu Sơn, Bình Triệu, Bình Lợi), tổng chiều dài là 8,2 km. Tuyến kênh này gồm rạch Cầu Bông, rạch Cầu Sơn, rạch Long Vân Tự, rạch Lăng xuất phát từ kênh Nhiêu Lộc – Thị Nghè ở quận Bình Thạnh chảy đến sông Vàm Thuật ở quận Gò Vấp.
Con rạch này là nơi sống của hàng ngàn người dân Thành phố Hồ Chí Minh. Họ từ nhiều năm nay phải ăn, ngủ bên dòng kênh hôi thối ngập rác thải và bệnh dịch. Khu này được tờ nhật báo Tuổi Trẻ cho là nơi ô nhiễm nhất thành phố.

## Các con rạch và tên gọi

Bản đồ Rạch Xuyên Tâm và các tuyến rạch

Rạch Xuyên Tâm có ba cửa thoát: cửa thoát ra sông Vàm Thuật, cửa ra sông Sài Gòn (qua hai cửa Bình Lợi và Bình Triệu), và ra kênh Nhiêu Lộc – Thị Nghè ở cầu Bùi Hữu Nghĩa. Tuyến rạch này là hệ thống nhiều con rạch khác nhau, không có ranh giới cụ thể và đôi khi chồng lấn nhau. Theo quyết định của Ủy ban Nhân dân Thành phố về phân cấp quản lý khai thác các tuyến sông kênh rạch trên địa bàn năm 2019 thì các con rạch trong tuyến rạch này bao gồm:
- Rạch Cầu Bông: từ kênh Nhiêu Lộc – Thị Nghè tới cầu Mới đường Bạch Đằng.
- Rạch Cầu Sơn: từ ngã ba Cầu Bông – Cầu Sơn – Bà Láng tới khu dân cư sau hãng cân Nhơn Hòa, đường Ung Văn Khiêm. Tuy nhiên, đoạn rạch Xuyên Tâm ven đường Tố Hữu[5] và đoạn chảy về sông Sài Gòn quanh cù lao công ty Vissan đôi khi cũng được gọi là rạch Cầu Sơn.[6]
- Rạch Bà Láng: từ cầu Mới đường Bạch Đằng đến ngã ba Bến Bồi – Bà Láng.
- Rạch Tam Vàm Tắc: Từ ngã ba Bến Bồi – Bà Láng đến ngã ba Bình Lợi – Bình Triệu.
- Sông Bình Lợi: từ ngã ba Bình Lợi – Bình Triệu ra sông Sài Gòn.
- Sông Bình Triệu: từ ngã ba Bình Lợi — Bình Triệu ra sông Sài Gòn.
- Rạch Lăng: từ ngã ba Bến Bồi – Bà Láng qua khỏi cầu Băng Ky đến sông Vàm Thuật. Còn gọi là rạch Bến Bồi.[7] Đoạn rạch phía dưới cầu Đỏ cũng thường được gọi là rạch Lăng.[8]

Ngoài ra còn có những đoạn rạch với các tên gọi riêng như:
- Rạch Long Vân Tự hay Rạch Long Vân: từ cầu Mới đường Bạch Đằng đến ngã ba rạch Cầu Sơn,[9] tức trùng với rạch Bà Láng đoạn đầu tiên.
- Rạch Cầu Đỏ: từ ngã ba rạch Lăng đến sông Sài Gòn,[10] tức trùng với đoạn Rạch Tam Vàm Tắc và sông Bình Lợi.
- Rạch Ông Nên: là đoạn 600 m cuối dẫn ra sông Vàm Thuật,[11] và cũng là ranh giới giữa phường 13 quận Bình Thạnh và phường 5 quận Gò Vấp,[12][13] trùng với đoạn cuối rạch Lăng.

## Cầu bắc qua rạch
Các cây cầu bắc qua rạch (hướng từ kênh Nhiêu Lộc – Thị Nghè) bao gồm cầu chui dưới dạ cầu Bùi Hữu Nghĩa đường Trường Sa, cầu Liên phường 2 & 15, cầu Mới đường Bạch Đằng, cầu Long Vân Tự hẻm 194 Bạch Đằng, cầu Đinh Bộ Lĩnh, cầu Sơn, cầu Bùi Đình Túy, cầu Chu Văn An, cầu Đỏ đường Nguyễn Xí, cầu Rạch Lăng đường Phan Chu Trinh, cầu Băng Ky đường Nơ Trang Long, cầu Rạch Lăng đại lộ Phạm Văn Đồng và hai cầu nội bộ dẫn vào trường Đại học Văn Lang.

## Lịch sử
Trước những năm 1990, rạch Xuyên Tâm trong kí ức người dân là dòng nước trong veo, hai bên cây cối xanh mát, nhiều cá nên mọi người có thể bơi lội, lấy nước sinh hoạt trực tiếp. Sau này, người dân đổ về sinh sống, nhà cửa bắt đầu chen chúc, cơi nới lấn chiếm. Tất cả rác thải, chất thải vệ sinh, xác động vật... đều bị đổ xuống con rạch khiến dòng nước chuyển thành màu đen đặc và hôi thối như bây giờ.

## Dự án nạo vét, cải tạo môi trường
Dự án nạo vét, cải tạo môi trường, xây dựng hạ tầng rạch Xuyên Tâm trước đây phó chủ tịch thành phố Hồ Chí Minh Võ Văn Hoan dự tính đầu tư theo phương thức đối tác công tư (PPP), hợp đồng BT (xây dựng - chuyển giao), tuy nhiên đã không thực hiện được, khiến ông Hoan và các cộng sự buộc phải chuyển sang sử dụng hơn 9.300 tỷ đồng từ ngân sách thành phố. Sự thiếu quyết đoán của ông Võ Văn Hoan và các cộng sự khiến một dự án dự kiến chỉ 4.000 tỷ đồng  tăng lên hơn 9.300 tỷ đồng do quyết định đầu tư chậm trễ. Ngoài ra, người dân Thành phố Hồ Chí Minh đã hơn 20 năm chờ đợi vẫn chưa biết khi nào thì rạch Xuyên Tâm sẽ hồi sinh sạch đẹp.
Gần 20 năm kể từ lần đầu tiên Sở Giao thông Vận tải Thành phố đề xuất cải tạo dự án rạch Xuyên Tâm nhưng đến nay dự án vẫn còn nằm trên giấy. Đây là trục thoát nước chính của nhiều khu dân cư của hai quận này nhưng cũng đã bị người dân sinh sống xung quanh lấn chiếm. Chưa hết, lòng kênh còn bị bồi lắng bởi bùn đất, rác thải khiến dòng chảy bị tắc nghẽn. Hậu quả, người dân sinh sống dọc theo tuyến rạch này phải sống chung với ngập úng suốt cả chục năm qua.

### Hiệp 1
Dự án cải tạo rạch Xuyên Tâm dài 6,1 km thuộc địa bàn hai quận Bình Thạnh và Gò Vấp được UBND Thành phố Hồ Chí Minh phê duyệt từ tháng 5-2002 và giao cho Khu đường sông (Sở Giao thông vận tải) triển khai thực hiện.Thế nhưng từ đó đến nay (2009) dự án "3 trong 1" nhằm tiêu thoát nước, chỉnh trang đô thị, cải thiện môi trường này vẫn nằm im trên giấy và theo thời gian ước tính chi phí thực hiện đã vượt gấp nhiều lần dự toán ban đầu (123,5 tỉ đồng).

### Hiệp 2
Ủy ban nhân dân Thành phố Hồ Chí Minh đã phê duyệt dự án nạo vét, cải tạo môi trường có tổng vốn đầu tư hơn 5.000 tỷ theo hình thức đối tác công tư (hợp đồng xây dựng-chuyển giao) từ 2015 đến 2022.Trong số vốn đó, 70% (khoảng 3.500 tỷ đồng) là từ Cơ quan hơp tác Quốc tế Nhật Bản (JICA) cho vay với mục tiêu cải tạo môi trường, phát triển hạ tầng.

#### Chi tiết dự án
Dự án do một công ty cổ phần đề xuất có tổng vốn đầu tư khoảng 5.106 tỷ đồng (trong đó tiền giải phóng mặt bằng gần 1.100 tỷ đồng), gồm nạo vét cải tạo hơn 8 km rạch Xuyên Tâm, xây đường ven kênh trên hệ thống cống hộp để tăng khả năng tiêu, thoát nước cho khu vực... Theo kế hoạch, dự án sẽ được thực hiện trong năm 2015 và hoàn thành sau 5 năm.Theo đó, rạch Xuyên Tâm sẽ được thay thế bằng đường mới xây dựng trên hệ thống cống hộp, một số đoạn sử dụng hệ thống cống hộp kết hợp với rạch mở được sử dụng như hệ thống thoát nước cho khu vực. Nước thải sẽ được thu gom kết nối với hệ thống cống bao Nhiêu Lộc - Thị Nghè để đưa về nhà máy xử lý nước thải. Các khu nhà ven kênh sẽ được đầu tư xây dựng thành khu đô thị thông minh với hệ thống hạ tầng giao thông hoàn chỉnh, sử dụng điện nước và nước thải hiệu quả, tiết kiệm. Các dịch vụ xã hội, hệ thống camera, tất cả được điều hành bằng một trung tâm công nghệ thông tin.
Nhưng không hiểu sao dự án cải tạo hệ thống rạch Xuyên Tâm dừng lại khiến khu vực này trở thành ô nhiễm nghiêm trọng.

## Tình trạng hiện tại
Khoảng 1.600 hộ dân đang chịu ảnh hưởng trực tiếp sinh sống xung quanh con rạch ô nhiễm bị ô nhiễm này. Hệ thống rạch Xuyên Tâm hiện đang tải nước thải của 40% người dân Quận Bình Thạnh với lượng nước thải khoảng 40.000m3/ngày chưa qua xử lý. Một phần rác tràn ngập là do chính người dân sống tại đây thải ra rạch. Ô nhiễm tại rạch Xuyên Tâm là điều kiện cho nhiều chuột,bọ, ruồi muỗi sinh sôi, gây ra bệnh tật. Chính quyền địa phương đang phải đặt một chiếc phao để ngăn rác từ rạch Xuyên Tâm chảy ra kênh Nhiêu Lộc – Thị Nghè.